# 斎藤肇
斎藤 肇（さいとう はじめ、1960年1月9日 -）は、日本の推理作家、ファンタジー作家。群馬県子持村（現：渋川市）出身。群馬県立渋川高等学校、群馬大学工学部情報工学科卒業。

## 略歴
1983年、『奇数』で星新一ショートショート・コンテストに入選。同作は後に「世にも奇妙な物語」にて柳葉敏郎主演で映像化されている。
1988年、『思い通りにエンドマーク』で、講談社ノベルスから「新本格ミステリ」の作家として長編デビュー。星新一ショートショート・コンテスト出身で講談社ノベルスから長編デビューした新本格作家には、ほかに太田忠司・奥田哲也がいる。
推理小説では、デビュー作を含む陣内先輩シリーズ3部作や、第2回本格ミステリ大賞（2002年）で小説部門最終候補作となった『たったひとつの』などがある。また、パソコン通信「NIFTY-Serve」推理小説フォーラムでSYSOPを担当。
ファンタジー作品も多く執筆しており、講談社ノベルスや講談社X文庫ホワイトハートで刊行されている。
また、井上雅彦のアンソロジー『異形コレクション』（光文社文庫）にも短編を寄せている。
「たったひとつの」を最後に、単著での商業出版はない。公式サイトからオンデマンド出版にて近作の購入が可能であったが、販売を停止した。2022年7月現在、ブックパレットにて、魔法物語のリライト版及び続編が無料で公開されており、紙の本での購入もできるようになっている。

## 単行本リスト

### 推理小説

#### 陣内先輩シリーズ3部作
- 思い通りにエンドマーク （1988年6月、講談社ノベルス／1993年8月、講談社文庫）
- 思いがけないアンコール （1989年3月、講談社ノベルス／1995年8月、講談社文庫）
- 思いあがりのエピローグ （1989年6月、講談社ノベルス）

#### その他
- 殺意の迷走 （1989年4月、天山出版 天山ノベルス）
- 盗まれた死角 （1990年10月、徳間書店 トクマ・ノベルズ）
- あいまいな遺書 （1991年8月、天山出版 天山ノベルス）
- 夏の死 （1991年8月、講談社ノベルス）
- たったひとつの 浦川氏の事件簿 （2001年9月、原書房 ミステリー・リーグ） - 本格ミステリ大賞候補作

### ファンタジー
徳間書店 トクマ・ノベルズ
- レイテア −砂の都 （1989年8月）
- リクラノーム −水の都 （1990年3月）

講談社ノベルス、講談社文庫
- 魔法物語 上 黒い風のトーフェ （1990年2月、講談社ノベルス／1993年1月、講談社文庫／2017年５月オンデマンド版） - イラスト：佐竹美保(ノベルス版)
- 魔法物語 下 青い光のルクセ （1990年2月、講談社ノベルス／1993年1月、講談社文庫／2017年５月オンデマンド版） - イラスト：佐竹美保(ノベルス版)
- 新・魔法物語 竜形の少年 （1996年6月、講談社文庫）

大陸書房 大陸ノベルス
- モンスター・バスターズ 1 戦士誕生 （1990年12月）
- 異邦の狂戦士（マッド・ソルジャー） モンスター・バスターズ 2 （1991年12月）

講談社X文庫ホワイトハート
- 魔宝伝説 上 （1992年9月） - イラスト：竹越千夏
- 魔宝伝説 下 （1992年10月） - イラスト：竹越千夏
- 夢魔の王宮 上 魔宝世界アヴァルー （1993年2月） - イラスト：竹越千夏
- 夢魔の王宮 下 魔宝世界アヴァルー （1993年3月） - イラスト：竹越千夏
- レミニッスンス 回想 （1993年7月） - イラスト：内田一奈

その他
- 王の地図 （1994年10月、アスペクト ログアウト冒険文庫） - イラスト：うたたねひろゆき

### ホラー
- 廃流 (2000年1月、廣済堂文庫 異形招待席)

### アンソロジー
「」内が斎藤肇の作品
- 異形コレクション 侵略!（1998年2月、廣済堂文庫）「さりげなく大がかりな」
- 4 Stars Stories (2019年10月）「The Thinning Equations」

### 作者サイトから入手可能だった作品
- 雪割り坂の殺人 思い出せないプロローグ
- 分速十メートル(短編)
- 鬼ノ在処
- 非在時空(連作ショートショート集)
- 小さなサーカス(異形コレクション収録作を中心にした短編集)
- 大きなロボット(異形コレクション収録作を中心にした短編集)
- ひゃくぶんのひゃく(ショートショート集)
- 黒い風のトーフェ 魔法物語1、青い光のルクセ 魔法物語2(講談社から刊行され、絶版になっていたものの改稿版)

その他に、魔法物語のいくつかの短編がネット公開されていたが、現在は非公開。
また、「竜形の闇 魔法物語3」(講談社文庫版「竜形の少年」のリライト版。後半の展開が全く異なる)は作者が読みたい人へ無償配布している。